# Dendrothele wojewodae
Dendrothele wojewodae är en svampart som beskrevs av Pouzar 2001. Dendrothele wojewodae ingår i släktet Dendrothele och familjen Corticiaceae.   Inga underarter finns listade i Catalogue of Life.